# Hypericaceae
Hypericaceae é uma família de plantas da ordem Malpighiales presente a partir do Sistema APG II. Os dados moleculares suportam a sua monofilia. Alguns sistematas tratam-na como uma subfamília de Clusiaceae. Quando aceito como uma família distinta, contém os seguintes gêneros:
- Cratoxylum Blume
- Eliea  Cambess.
- Harungana  Lamarck
- Hypericum  L.
- Lianthus  N. Robson
- Santomasia  N. Robson
- Thornea  Breedlove & McClintock
- Triadenum  Rafinesque
- Vismia Vand.